# 八劔神社 (蒲郡市)
八劔神社（やつるぎ じんじゃ）は、愛知県蒲郡市三谷町にある神社（八剣神社）。旧社格は郷社。三谷祭を開催することで知られる。

## 由緒
当社は国内神名帳に従五位上八劔天神坐宝飯郡とある。
古社にして尾張国愛知郡熱田の宮に鎮まりせる神霊を勧請移座せる深き由緒を有する。元々、当社は三谷郷産土の神として衆庶の尊崇篤く、武神として代々の武将からも崇められていた。
1089年（寛治3年）の創建と伝えられ、一時期は荒廃していたものを1190年（建久元年）源頼朝の命を受け安達藤九郎盛長は奉行となって社殿の造営に従事した。
徳川家康は1548年（天文16年）駿河への途次、及び1582年（天正10年）浜松への帰途、特に当社に参拝して武運長久の祈願を込めたりと伝えられる。
1600年（慶長5年）領主より社領の寄進あり。以後、各領主が代々これを手本にして明治維新を迎えた。三河二葉松に三谷村八劔大明神社領六石六斗四升六合と記されている。
1885年（明治17年）8月12日社格を附せられて郷社に列せられる。往昔は広さ四町四面の神域を有していたが、戦国の乱世に及び縮小されて、今は森と称する地名に僅かにその名残を留めるに過ぎない然れどもなお1800余坪の境内には老松鬱蒼として社殿を囲み、古を偲ぶに値する。
境内神社として源太夫神社・天満社・諏訪社・稲荷神社・御鍬神社・秋葉神社・尺地神社・水神社・金毘羅神社の9社を存する。

## 三谷祭

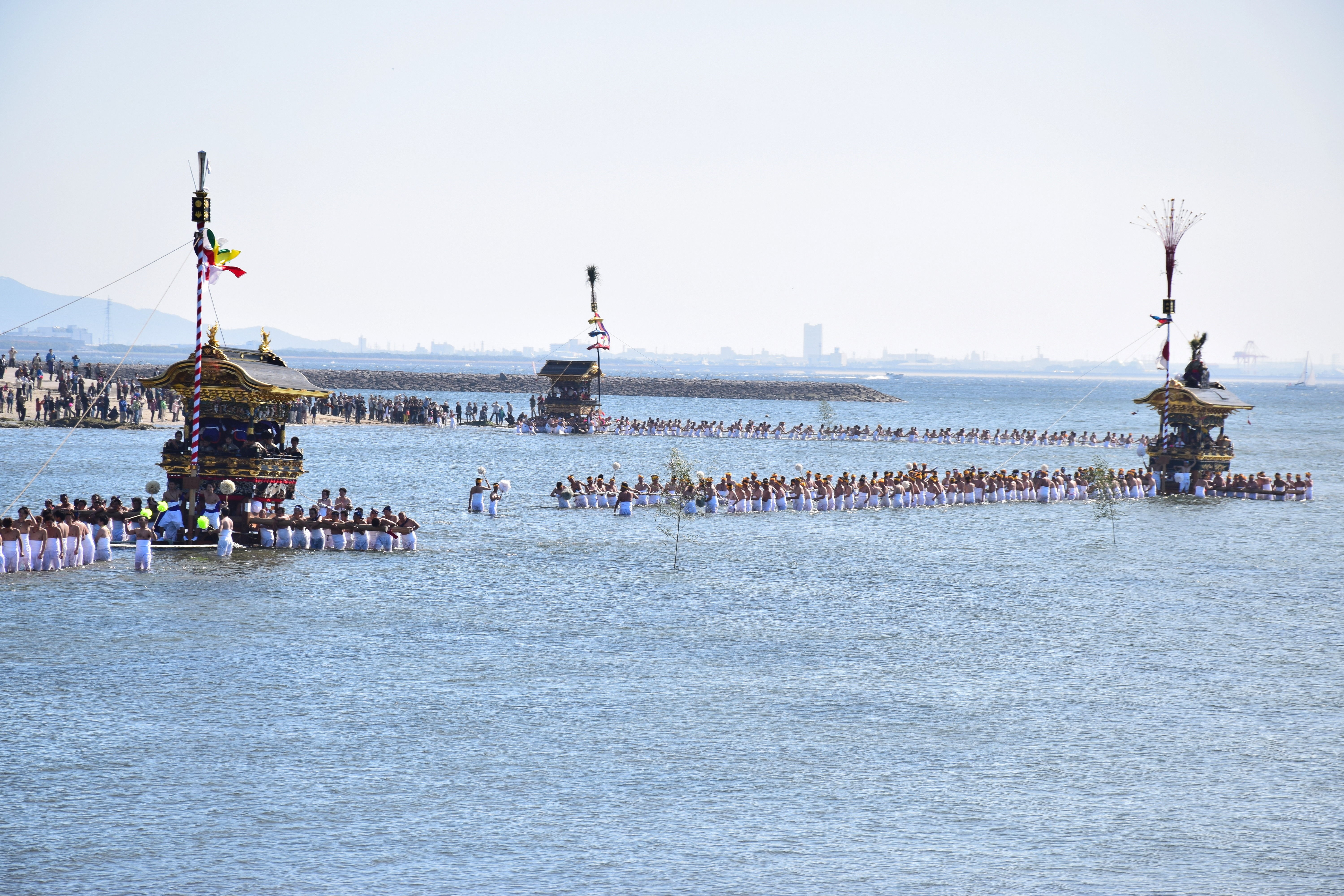
三谷祭の海中渡御

東海の奇祭といわれる三谷祭は豪華絢爛な山車を従えた神幸行列と、郷土色豊かな奉納芸能で名高い。
三谷町の産土神八劔神社と若宮神社の例祭で、その由緒は1696年（元禄9年）三谷村庄屋佐左衛門が夢枕の神託により神輿渡御を行ったのが始まりといわれ、三谷町全住民をあげての祭りとして古式をそのまま現代にまで伝えている。
特に創始当時を今日に伝える神事、勇壮な幟起こし、京都祇園祭を模したといわれる壮大な山車の練り、各区の奉納踊りなどそのスケールの大きさと、厳格な規律に統制された祭礼諸行事は特異なものがある。
伝統の山車海中渡御は海岸が埋め立てられたことの影響で1961年（昭和36年）より姿を消したが、1995年（平成8年）に祭創始300年を記念して再度復活した。

## 年間行事
- 歳旦祭 - 1月1日
- 建国祭 - 2月11日
- 祈年祭 - 2月第1日曜日
- 例大祭 - 10月第3及び第4土・日曜日
- 七五三 - 10月中旬～11月30日
- 大祓 - 12月31日
- 除夜祭 - 12月31日

## 摂末社

### 摂社
- 源太夫神社 - 祭神：乎止与命（おとよのみこと）

### 末社
- 天満社 - 祭神：菅原道真公（すがわらのみちざねこう）
- 諏訪社 - 祭神：建御名方大神（たけみなかたのおおかみ）
- 稲荷社 - 祭神：宇迦之御魂大神（うかのみたまのおおかみ）
- 秋葉社 - 祭神：火之迦具土大神（ひのかぐつちのおおかみ）
- 御鍬社 - 祭神：豊受大御神（とようけのおおみかみ）
- 尺地社 - 祭神：猿田彦大神（さるたひこのおおかみ）
- 金毘羅神社 - 祭神：大物主大神（おおものぬしのおおかみ）
- 水神宮 - 祭神：水波能売大神（みずはめのおおかみ）

## 境内

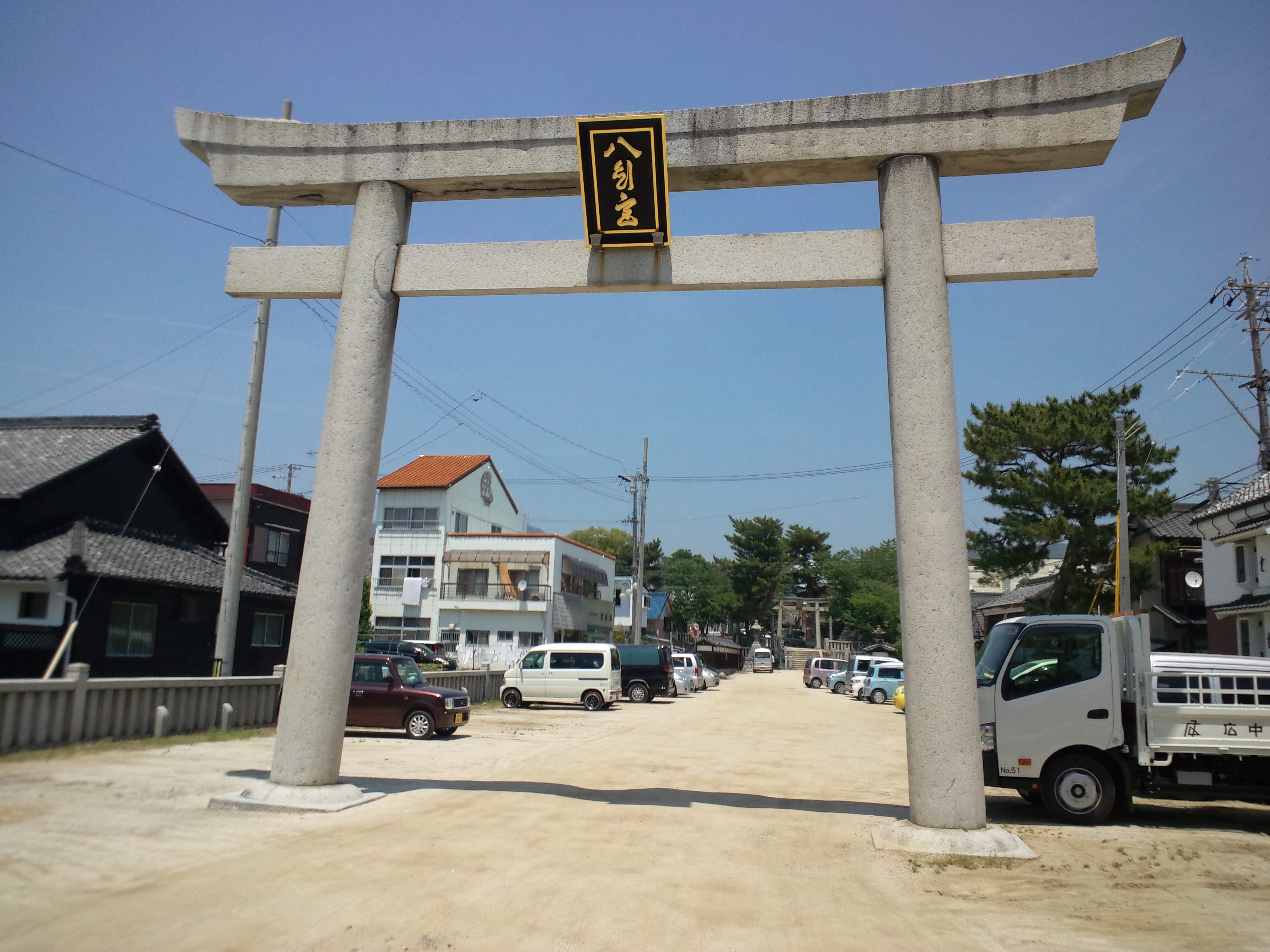
入口石鳥居
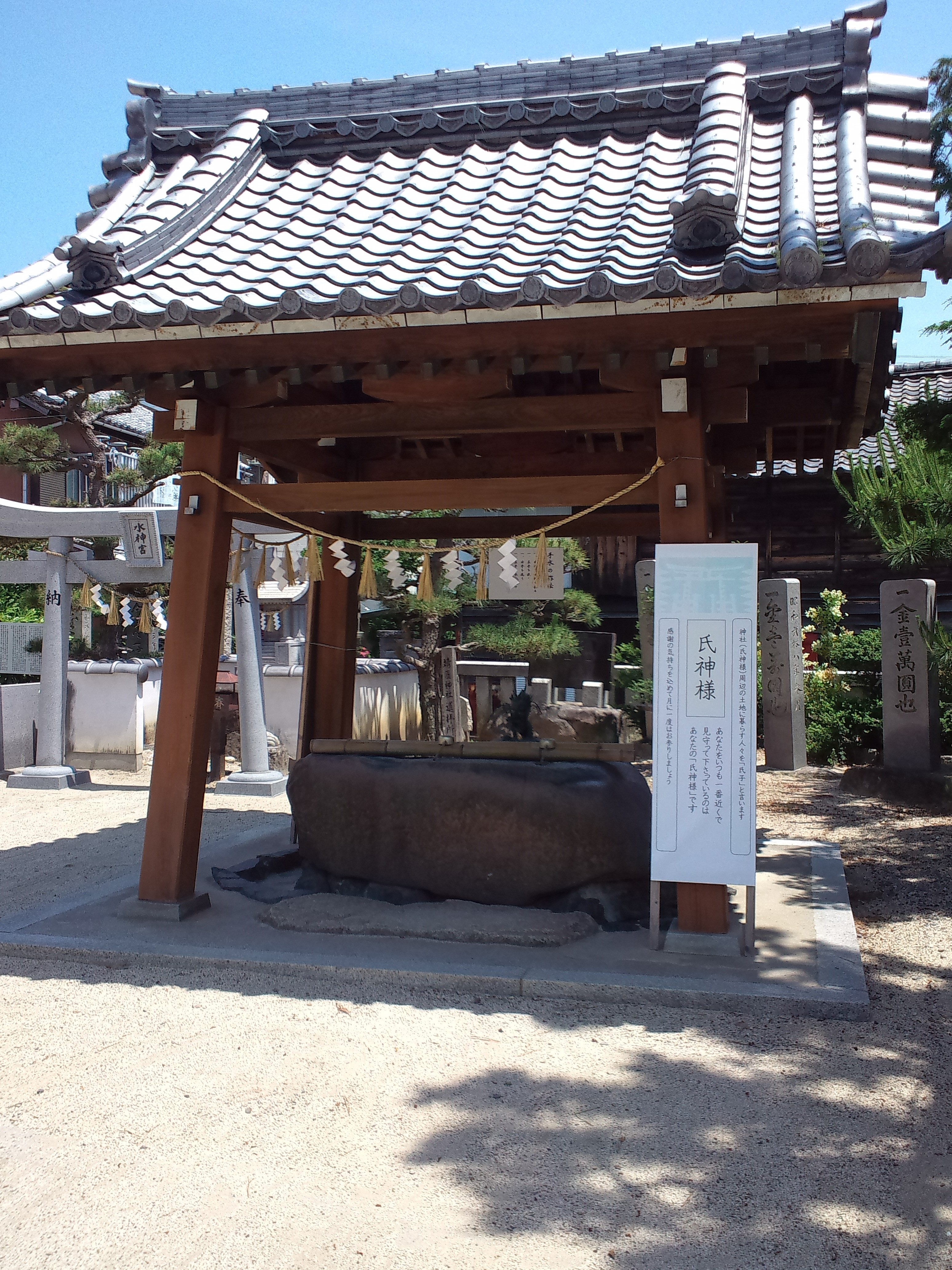
手水舎
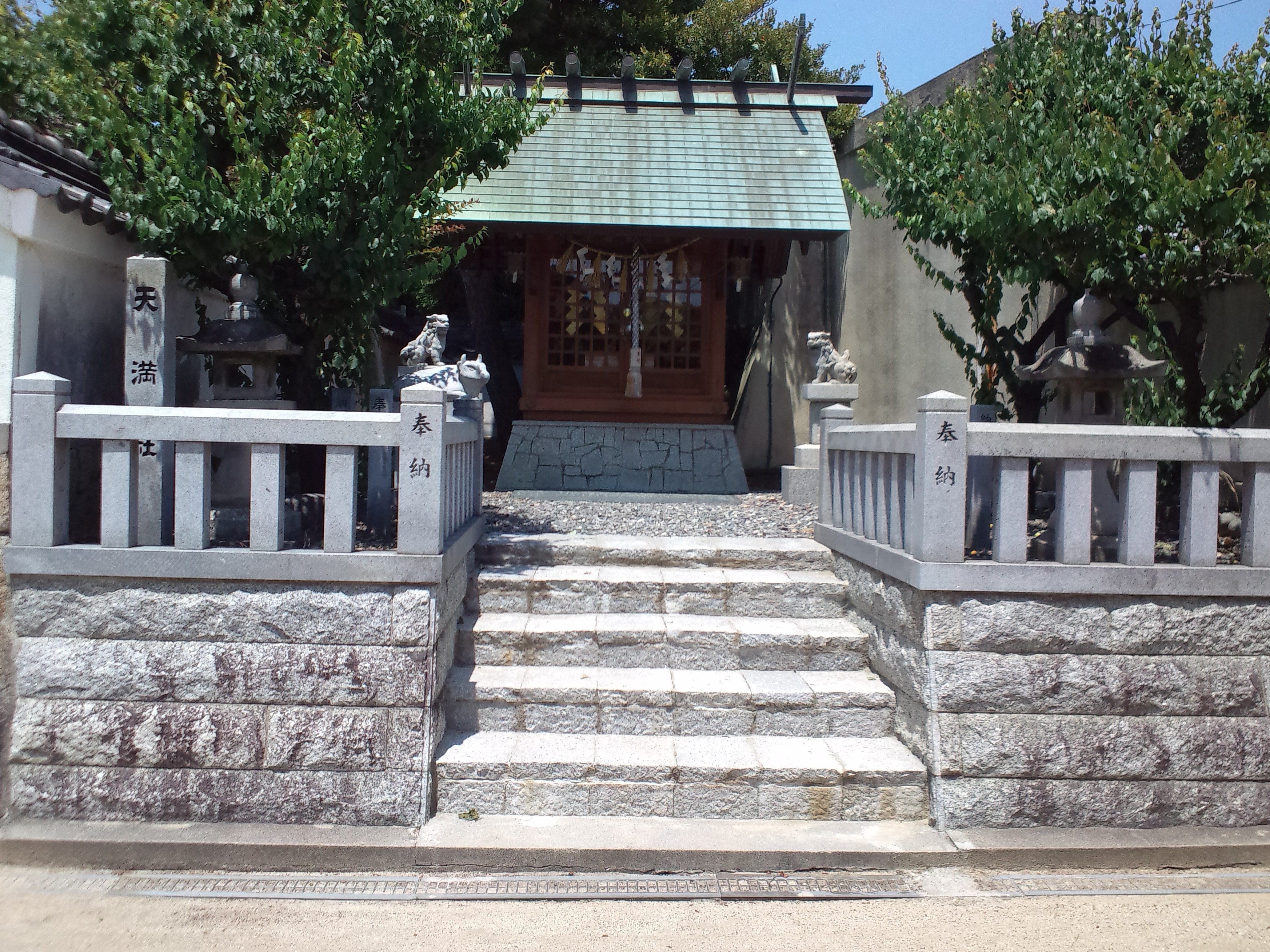
天満社（末社）
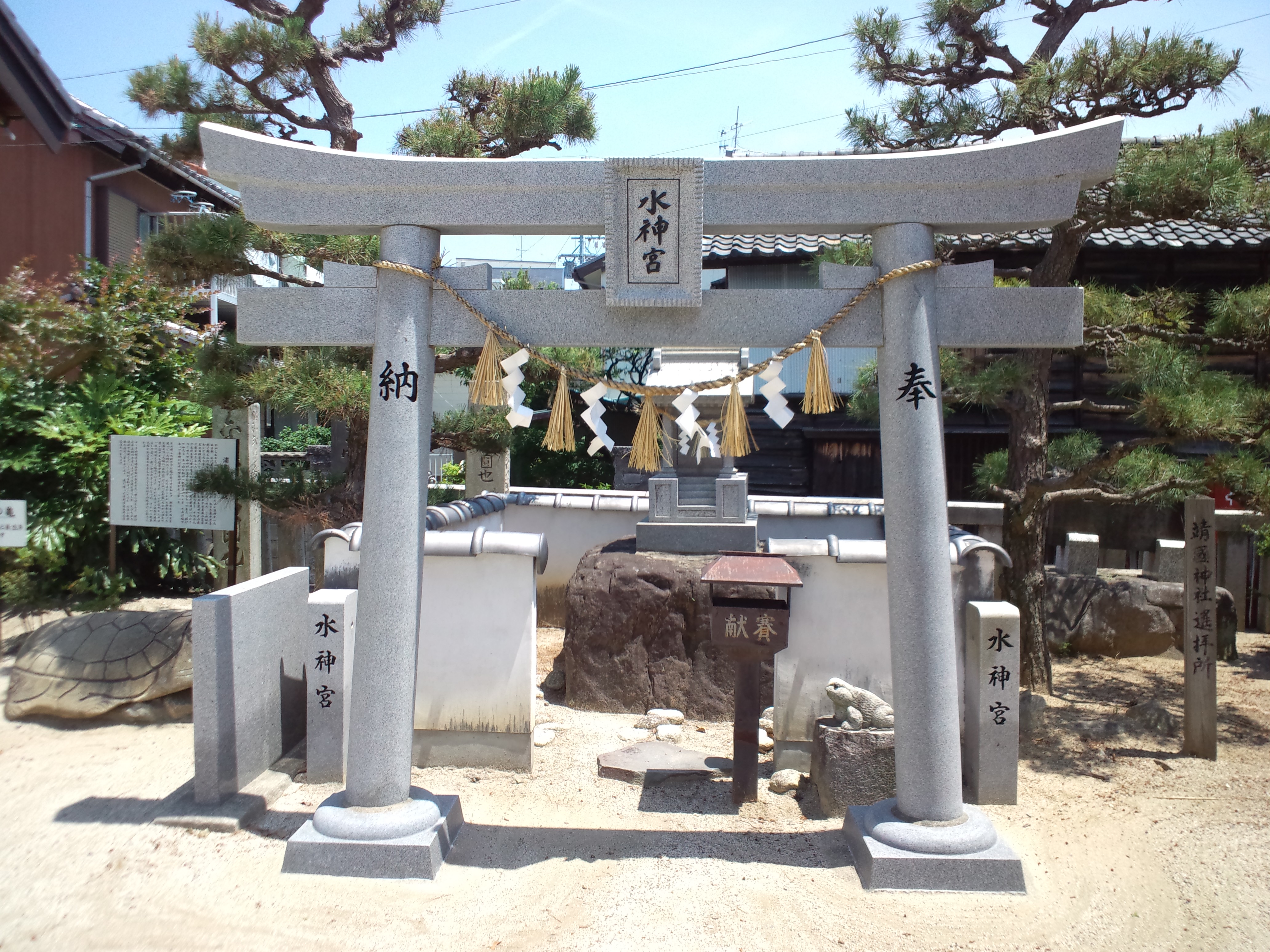
水神宮（末社）

## アクセス
- JR東海道本線 三河三谷駅から徒歩で約10分。